# Сунукуль
Суну́куль — упразднённый в 2023 году посёлок в Чебаркульском районе Челябинской области России. Входил в Непряхинское сельское поселение.

## География
Находится на юго-восточном берегу озера Большой Сунукуль. Расстояние до центра сельского поселения, села Непряхино, 4 км, до районного центра, Чебаркуля, 8 км.
Уличная сеть не развита.

## История
В 1963 году указом Президиума Верховного Совета РСФСР населённый пункт «Заимка»
переименована в посёлок Сунукуль.
Упразднён официально в 2023 году Постановлением Губернатора Челябинской области от 17.04.2023 № 84
«О согласовании административно-территориального преобразования в Чебаркульском муниципальном районе Челябинской области»

## Население
| 2002 | 2010 |
| ---- | ---- |
| 4    | →4   |

По данным Всероссийской переписи, в 2010 году численность населения посёлка составляла 4 человека (3 мужчины и 1 женщина).